# Sikora lazurowa
Sikora lazurowa (Cyanistes cyanus) – gatunek niewielkiego ptaka z rodziny sikor (Paridae), zamieszkujący wschodnią Europę i Azję aż po wybrzeże Morza Japońskiego. Do Polski zalatuje sporadycznie, tylko jako gość zimowy: stwierdzono ją 37 razy. Ostatni raz obserwowana 27 grudnia 2020 w Michałowicach-Wsi pod Warszawą. Potocznie jest nazywana lazurką. 

## Podgatunki i zasięg występowania
Wyróżniono kilka podgatunków C. cyanus:
- sikora lazurowa (C. cyanus cyanus) – Białoruś, zachodnia i środkowa europejska część Rosji do środkowego Uralu.
- C. cyanus hyperrhiphaeus – południowo-zachodni Ural, południowo-zachodnia Syberia i północny Kazachstan.
- C. cyanus yenisseensis – południowo-środkowa do wschodniej Syberii, północna Mongolia i północno-wschodnie Chiny.
- C. cyanus tianschanicus – góry południowo-wschodniego Kazachstanu, Kirgistan i południowo-zachodnie Chiny.
- C. cyanus koktalensis – niziny południowo-wschodniego Kazachstanu.
- C. cyanus carruthersi – Kirgistan do północnego Tadżykistanu.
- sikora żółtopierśna (C. cyanus flavipectus) – południowy Kirgistan do północnego Afganistanu. Takson często traktowany jako odrębny gatunek[11].
- sikora jasna (C. cyanus berezowskii) – północno-środkowe Chiny.

## Morfologia
WyglądPodobna do sikory modrej, lecz w ubarwieniu więcej bieli i niebieskiego. Obie płci ubarwione jednakowo. Spód ciała i głowa białe, przez oko biegnie granatowy pasek oczny, na tyle głowy tworząc opaskę. Grzbiet szaro-niebieski, skrzydła ciemnoniebieskie z charakterystycznym, szerokim białym lusterkiem bardzo dobrze widocznym w locie. Ogon stosunkowo długi, niebieski z białymi brzegami. Na kuprze pióra niebieskie z białymi końcówkami. Młode podobne do dorosłych.
Wymiary średniedługość ciała: ok. 12–13 cm
rozpiętość skrzydeł: 19–20 cm 
 masa ciała: ok. 11–13 g

## Ekologia i zachowanie

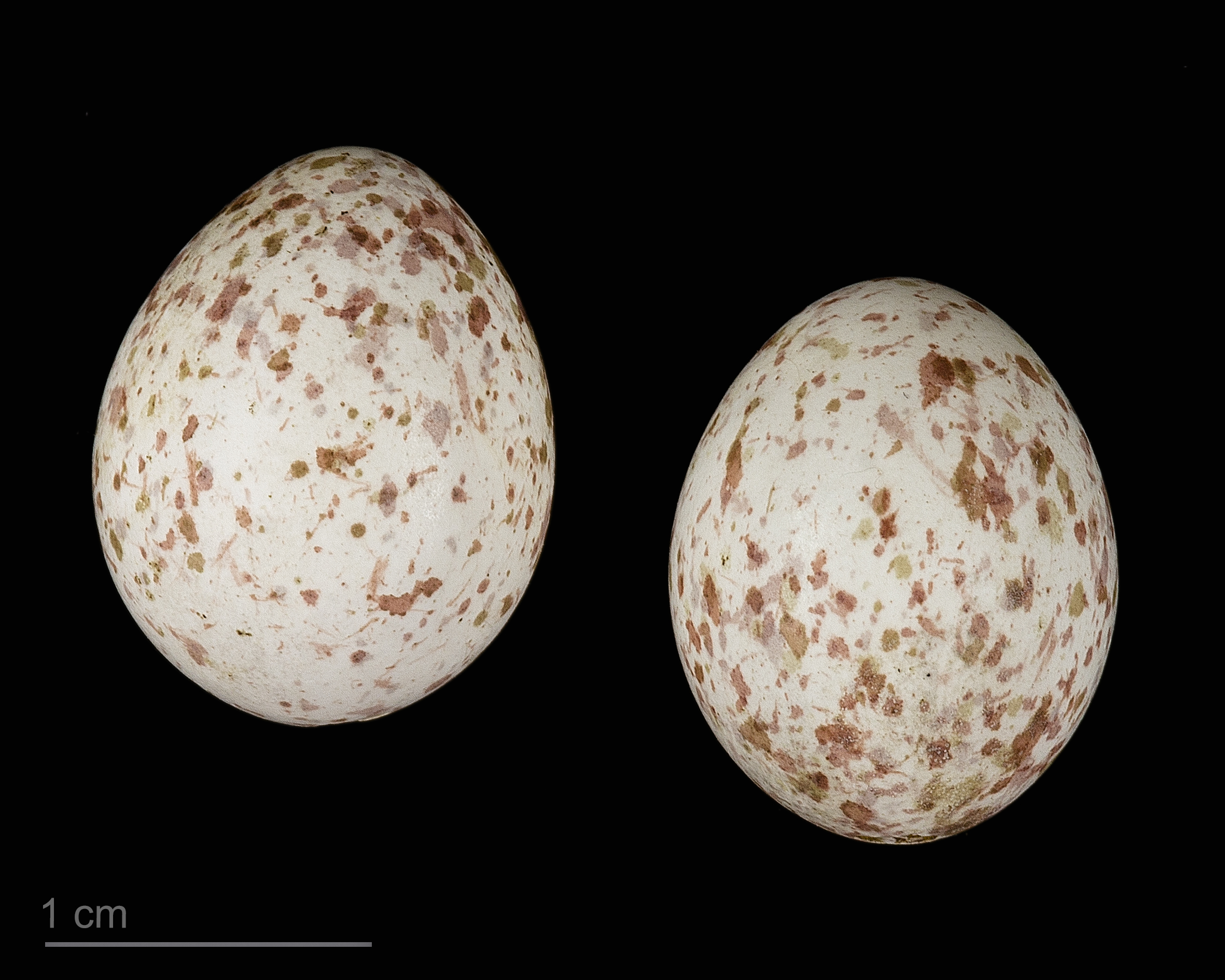
Cyanistes cyanus cyanus

BiotopLasy liściaste i mieszane strefy umiarkowanej i subarktycznej.
GniazdoJak u innych sikor w niewielkiej dziupli w drzewie lub szczelinie w budynku. Składa się z włóczek, piór, traw, drobnych roślin, nitek itp.
JajaSkłada około 10 jaj z ciemnym i gęstym plamkowaniem. Wysiadywane są przez około 13–14 dni.
PisklętaPisklęta, jak u innych sikor są liczne, ale rzadko udaje się przeżyć wszystkim. Są karmione przez rodziców i wychowywane przez około 30 dni. Są w pełni opierzone po około 17–20 dniach od wyklucia.
PożywienieŻywi się owadami i innymi bezkręgowcami, a zimą nasionami, orzechami i jagodami.

## Status i ochrona
Międzynarodowa Unia Ochrony Przyrody (IUCN) uznaje sikorę lazurową za gatunek najmniejszej troski (LC – Least Concern). Organizacja BirdLife International szacowała liczebność populacji europejskiej w 2015 roku na 7800–31 700 dorosłych osobników. Globalny trend liczebności populacji uznawany jest za spadkowy.
Na terenie Polski gatunek ten jest objęty ścisłą ochroną gatunkową.